# 怪兽 (特摄)
怪獸，（怪獣、Kaiju）是指在包括日本的特攝電影和電視劇中，以巨型怪物為主題的類型，也可指該類作品中的巨型怪物本身。此類的電影稱怪獸電影，通常描述人類軍隊或超級英雄對抗巨大怪獸，或巨大怪獸之間的互相對抗。1954年的《哥吉拉》被認為是首部怪獸電影，其他著名的怪獸包括摩斯拉、安基拉斯、拉頓、卡美拉和王者基多拉。
而宇宙怪獸，是日本動畫、影劇的架空世界中，來自地球之外的怪獸。
通俗上怪兽字义与怪物近义，山海经就有记载怪兽一词，以及在1794年（寛政6年） - 日本的熟語也出现「怪獣」一词。現代也有作品将『妖怪』和『怪物』、『怪獸』等词语互相翻譯例子。

## 相关
宇宙人
类人类
海底人
地底人
怪人
提升生物
半魚人
变身英雄
異次元體
超人类
1. ↑  .   [2020年11月17日]. （原始内容存档于2023年5月20日）.
2. ↑  .  JapanKnowledge版. 小学館.
3. ↑  精靈寶可夢中文版命名爭議